# 傑瑞米·格思里
傑瑞米·格思里（英語：Jeremy Shane Guthrie，1979年4月8日—），出生地為奧勒岡州的羅斯堡，父親為非裔美國人,母親為日裔美國人,曾為堪薩斯市皇家的先發投手。

## 職業生涯

### 巴爾的摩金鶯
- 格思里在2006年是擔任後援投手。
- 在1月19日，格思里被印地安人隊指定轉讓，而由巴爾的摩金鶯對將其獲得。
- 在2007年格思里擔任先發和救援投手，至球季結束共獲得7勝5敗，防禦率3.70的成績。
- 2008年格思里擔任球隊的開幕戰投手。
- 8月2日對西雅圖水手隊，完投9局以3：1拿下勝投，為個人生涯的第1個完投勝。
- 格思里參加2009年世界棒球經典賽，代表美國隊比賽。
- 2009年繼續擔任球隊開幕戰投手，對上紐約洋基隊的卡斯登·查爾斯·沙巴西亞，最後以10：5拿下開幕戰勝投。

### 科羅拉多落磯
2012年2月6日，金鶯以格思里和科羅拉多落磯交易Matt Lindstrom 和Jason Hammel。

## 外部連結
- 球員資訊和成績在MLB ，ESPN ，Retrosheet ，Baseball Reference ，Baseball Reference (Minors) ，Fangraphs ，The Baseball Cube （英文）
- Buffalo Bisons: Individual Player Stats （页面存档备份，存于）